# NGC 3448
NGC 3448 је лентикуларна галаксија у сазвежђу Велики медвед која се налази на NGC листи објеката дубоког неба.
Деклинација објекта је + 54° 18' 19" а ректасцензија 10h 54m 38,8s. Привидна величина (магнитуда) објекта NGC 3448 износи 11,6 а фотографска магнитуда 12,5. Налази се на удаљености од 24,5000 милиона парсека од Сунца. NGC 3448 је још познат и под ознакама UGC 6024, MCG 9-18-55, CGCG 267-27, ARP 205, IRAS 10516+5434, PGC 32774.